# Evert Hingst

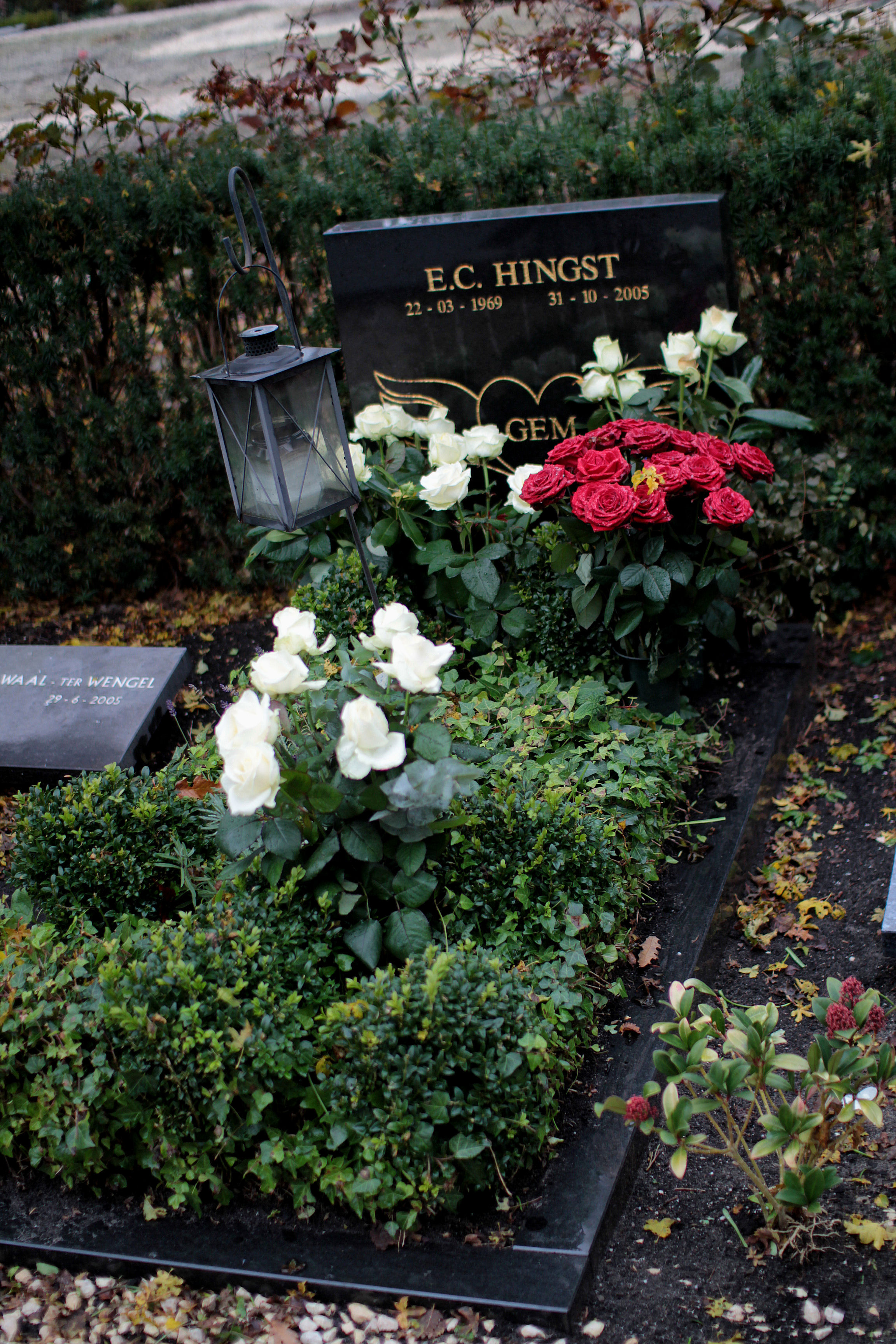
Het graf van Hingst op Zorgvlied

Evert Constantijn Hingst (Utrecht, 22 maart 1969 – Amsterdam, 31 oktober 2005) was een Nederlands jurist en fiscalist. Hij was tot 1 juli 2005 strafrechtadvocaat in Amsterdam en werd meerdere malen gearresteerd op verdenking van medewerking aan witwaspraktijken. Hingst werd onder andere in verband gebracht met de criminelen Sam Klepper en John Mieremet. Hij werd op 36-jarige leeftijd vermoord.

## Levensloop
Hingst werd geboren als Evert Constantijn Drijber, en was de jongste van de drie kinderen van tandarts Sipco Drijber en Lili Hingst. Rond zijn twintigste, na de scheiding van zijn ouders, nam hij de achternaam van zijn moeder aan. Hij studeerde Nederlands recht aan de Universiteit Utrecht en de Universiteit van Amsterdam. Tijdens zijn studie werkte hij twee jaar als vrijwilliger bij de Belastingwinkel. Als vrijwilliger in de rechtswinkel kreeg hij contact met Mink Kok. Hij studeerde in 1998 af in belastingrecht. Via Kok ging hij bij het Amsterdamse advocatenkantoor Toenbreker Advocaten werken, aanvankelijk als advocaat-stagiair. Volgens schrijver en gemeenteambtenaar Bregje Bleeker was hij toen allang actief als "facilitator van de onderwereld".
In 2002 werd John Mieremet voor het kantoor van Toenbreker Advocaten op de Keizersgracht beschoten. Mieremet kondigde daarop aan wraak te nemen. In een interview in De Telegraaf beschuldigde hij Hingst ervan hem in de val te hebben gelokt. Die zou Mieremet met een smoesje naar het kantoor hebben gelokt en na afloop van het gesprek de buitendeur wel erg snel op slot hebben gedraaid. Hingsts kantoorgenoot, Arthur Toenbreker, liet echter na de moord op Hingst weten dat Mieremet zelf Hingst zou hebben gebeld voor een afspraak. De voordeur van het kantoor zou volgens hem bovendien al meer dan tien jaar op slot worden gedraaid nadat een cliënt uitgeleide was gedaan, dit om insluipers te voorkomen.
Op 21 september 2004 viel de politie het kantoor en woningen in Amsterdam en Vinkeveen van Hingst binnen op verdenking van witwaspraktijken. Op 9 december van dat jaar werd hij aangehouden. Op 25 april 2005 werd hij opnieuw aangehouden, ditmaal op verdenking van witwassen, valsheid in geschrifte en illegaal wapenbezit. In zijn kluis werden drie vuurwapens aangetroffen – volgens Hingst eigendom van Kok – en valse rijbewijzen en paspoorten met de foto van Mink Kok erop. Hij liet zich op 1 juli 2005 vrijwillig van het tableau schrappen, mogelijk na verdenkingen van witwaspraktijken.
Hingst zou veel zaken met criminelen gedaan hebben. Wegens die criminele contacten probeerde de Criminele Inlichtingen Eenheid (CIE/TCI) hem te ronselen als informant. Hij zou dit hebben geweigerd, waarna de CIE/TCI zou hebben gedreigd hem onderuit te halen.
Op 15 februari 2006 publiceerde Vrij Nederland een artikel over Hingst, die onder de schuilnaam Sentaro geïnfiltreerd was in een drugs- en wapenbende van de criminelen Mink Kok en Stanley Hillis, een groep met corrupte contacten bij de politie. Volgens het blad bevestigden meerdere betrouwbare bronnen in justitiekringen dit. Vrij Nederland meldde dat Hingst niet alleen contacten had met Mink Kok, maar dat hij ook goed bekend zou zijn geweest met kopstukken als Willem Holleeder, Dino Soerel en Marco P. In het artikel werd verder gemeld dat Hingst tevens beschikte over veel vertrouwelijke politiedossiers. Bij huiszoekingen van de politie werden in zijn boedel politiescanners en opvallend veel telefoons aangetroffen. Ook nam het OM de computer van Hingst in beslag. Het apparaat werd teruggegeven nadat een deel van de harde schijf was gewist. Er zou namelijk informatie op staan die niet aan de openbaarheid mocht worden prijsgegeven.

## Moord op Hingst
Hingst werd op 31 oktober 2005 om 18:05 uur 's avonds geliquideerd in de Gerrit van der Veenstraat in Amsterdam-Zuid. Op het moment dat hij van zijn scooter afstapte, werd hij vanuit een groene Jeep Cherokee onder vuur genomen met een machinepistool. Hingst werd geraakt door twee kogels in het hoofd en twee in de buik. De dader(s) wist(en) te ontkomen in de Jeep, die korte tijd later uitgebrand werd aangetroffen op de Stadionkade.
Na de dood van Hingst verklaarde Mieremet dat deze nu lag waar hij thuishoorde: tussen de vuilniszakken. Twee dagen na de moord op Hingst werd Mieremet zelf in Thailand door twee onbekenden vermoord.
Hingst werd op 7 november 2005 in besloten kring begraven op de Amsterdamse begraafplaats Zorgvlied.
Op 11 maart 2006 werd bekend dat de liquidatie van Hingst was vastgelegd door de beveiligingscamera van Hingsts buurman: Stanley Hillis. Hillis had de beelden vrijwillig afgestaan aan justitie, maar eiste op 10 maart 2006 bij de rechtbank teruggave nadat het OM dit in het belang van het onderzoek had geweigerd. In 2011 werd ook Stanley Hillis geliquideerd.

## Privéleven
Evert Hingst was gehuwd en had een zoon.